# 1842
1842 (MDCCCXLII) var ett normalår som började en lördag i den gregorianska kalendern och ett normalår som började en torsdag i den julianska kalendern.

## Händelser

### Januari
- 22 januari – A Bergmans uppspinneri vid Stadsgården i Stockholm brinner ner.[1]

### Mars
- 30 mars – Crawford Long utför den första operationen med anestesi (diethylether).[2]

### Maj
- 5 maj – I Hamburg bryter en stadsbrand ut. Den pågår fram till 8 maj och förstör en tredjedel av Altstadt. 51 personer dör och 20 000 blir hemlösa.

### Juni

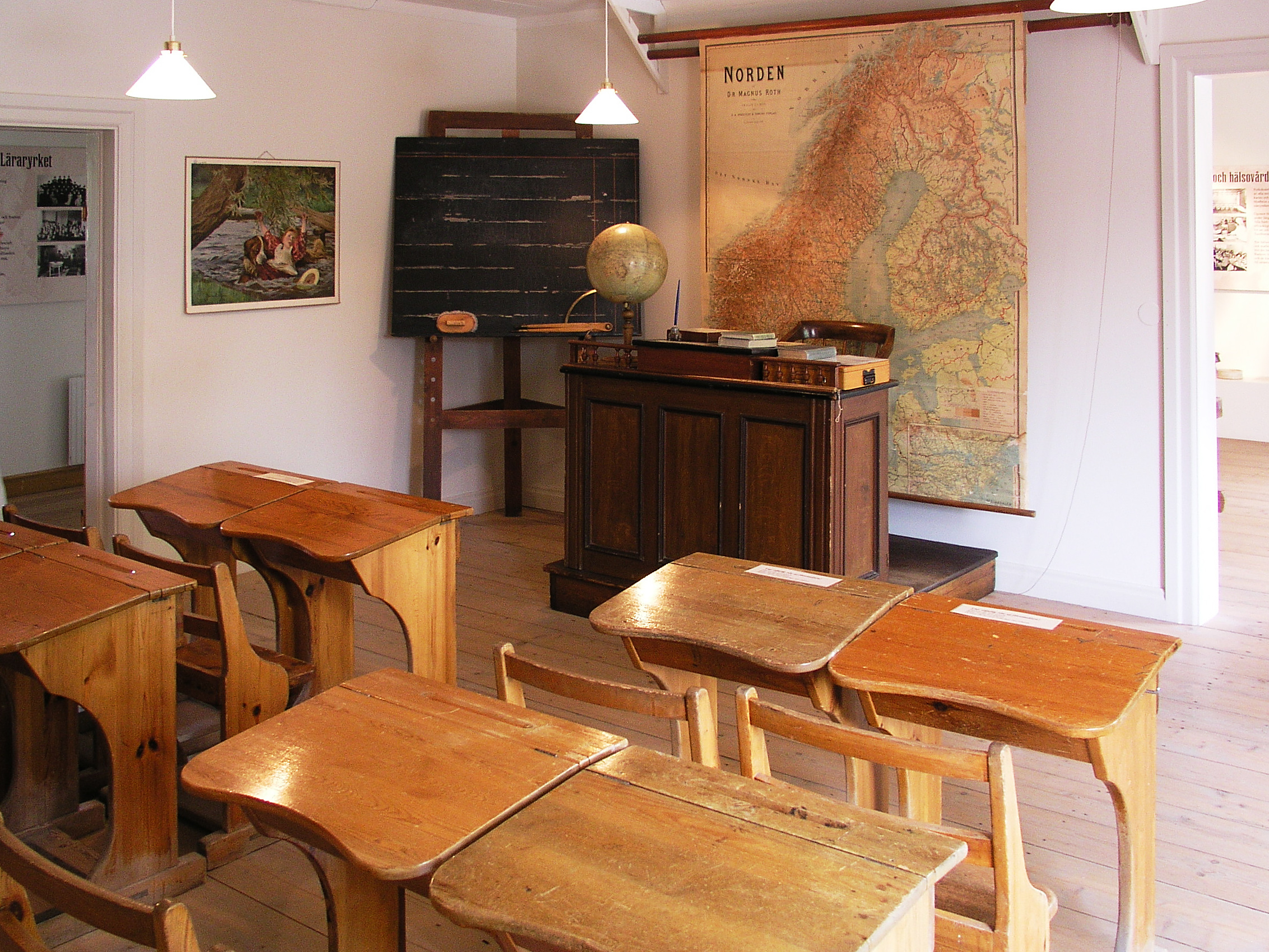
Svenska folkskolan.

- 18 juni – Den svenska folkskolestadgan utfärdas[3], vari beslutas att alla svenska barn skall gå i folkskola. Det tar dock några årtionden innan verksamheten helt fungerar. I stadgan tillsätts också skolstyrelser och inrättas lärarseminarier.

### Juli

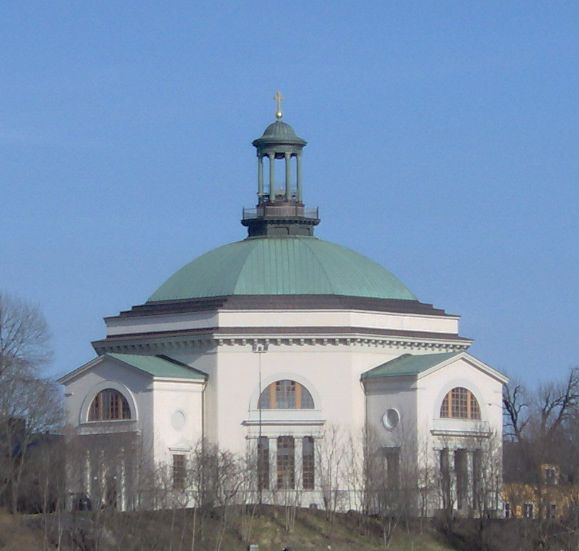
Skeppsholmskyrkan.

- 24 juli – Skeppsholmskyrkan i Stockholm invigs.

### Augusti
- 8 augusti – Kronoarbetskåren bildas i Sverige.[4]

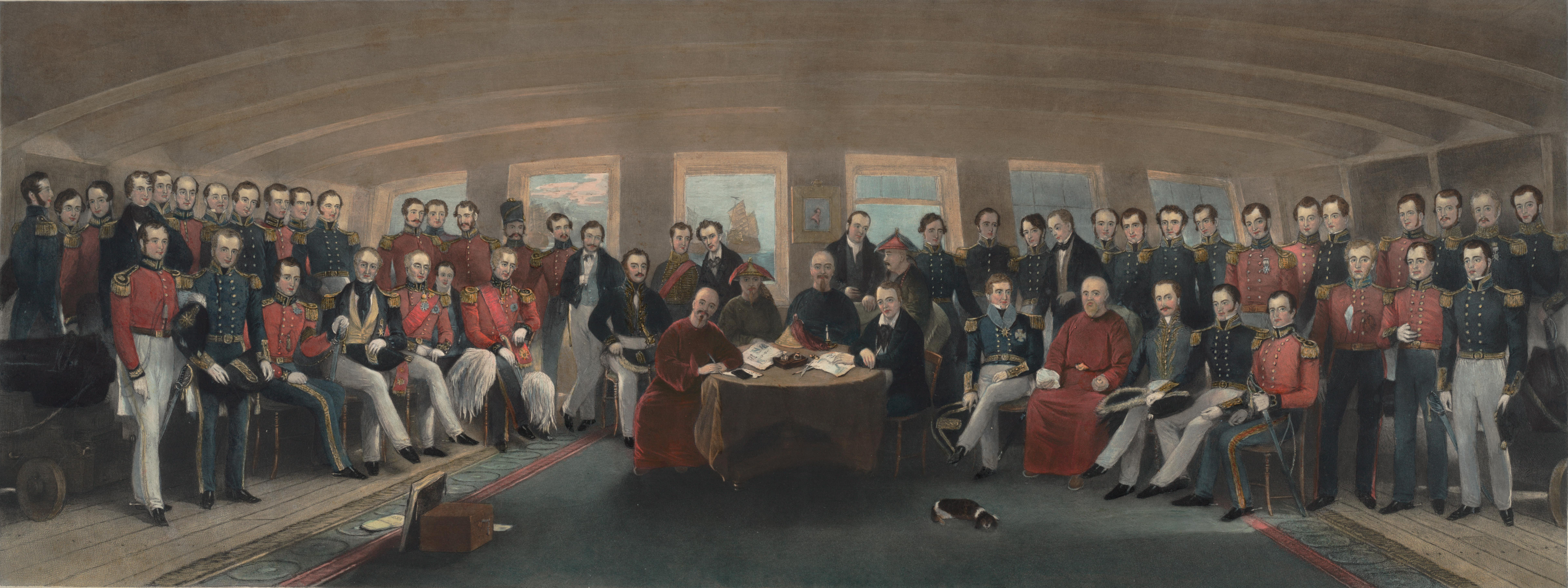
Freden i Nanking

- 29 augusti – Freden i Nanking sluts mellan Kina och Storbritannien.

### September
- 9 september – Otaheiti ställs under Frankrikes protektorat.[5]

### Oktober
- Oktober – Amerikanska soldater ockuperar i slutet av månaden San Diego i (dåvarande) Mexiko i tron att krig börjat, men möts av fred, och drar sig tillbaka.[6]
- 19 oktober – Amerikanska soldater ockuperar Monterrey i Mexiko i tron att krig börjat, men möts av fred, och drar sig tillbaka.[6]

November
16 November - Den sista avrättningen i Lappland och Västerbottens Lappmark Värkstäls  av drängen Olof Salomonsson i Åsele för Rånmord  

### December
- 10 december – Haparanda, Sverige får stadsprivilegier.[7]

### Okänt datum
- Den förordning som reglerar det antal stockar som de svenska sågverken får sälja upphävs.
- Kallvattenkurbad öppnas i Söderköping. Denna sorts kurbad blir mycket populär under 1840- och 1850-talet.
- Metodistpredikanten George Scott tvingas lämna Sverige efter att på en föredragsturné i USA ha uttalat sig nedlåtande om det andliga tillståndet i Sverige.
- Emilie Flygare-Carléns roman Rosen på Tistelön utkommer.
- En ångkarusell uppsätts i Kongl. Humlegården i Stockholm.
- Sveriges första plöjningstävlan arrangeras av Lars Gustaf von Celsing på hans gård Lindholm i Södermanland, med kronprins Oscar och prins Carl bland gästerna.
- Första afghankriget, som utbröt 1839, avslutas med britternas återtåg.

## Födda

### Första kvartalet

#### Januari
- 9 januari – Edvard Thermænius, svensk fabriksägare och riksdagspolitiker. (död 1894)
- 11 januari – Erik Norman, svensk lantbrukare och liberal politiker.
- 13 januari – Gundelach Bruzelius, svensk jurist och politiker.
- 16 januari – Armin Baltzer, schweizisk geolog.

#### Februari
- 11 februari – Erik Gustaf Boström, svensk godsägare och politiker, Sveriges statsminister 1891–1900 och 1902–1905.
- 23 februari – Eduard von Hartmann, tysk filosof.
- 26 februari – Camille Flammarion, fransk astronom.

#### Mars
- 2 mars – Enrique Gaspar y Rimbau, spansk diplomat och författare.
- 17 mars – Rosina Heikel, Finlands första kvinnliga läkare.
- 23 mars – Dudley C. Haskell, amerikansk republikansk politiker, kongressledamot 1877–1883.

### Andra kvartalet

#### April
- 2 april – Domenico Savio, italiensk yngling och bekännare; helgon (1954).
- 5 april – Hans Hildebrand, svensk ledamot av Svenska Akademien 1895–1913.
- 11 april – Lars Forssman, svensk ämbetsman och riksdagsman.
- 17 april – Maurice Rouvier, fransk statsman, Frankrikes tillförordnade president 2–3 december 1887.
- 30 april – Charles S. Fairchild, amerikansk politiker, USA:s finansminister 1887–1889.

#### Maj
- 26 maj – Evald Rygh, norsk politiker.

#### Juni
- 1 juni – Christoph Blumhardt, tysk teolog och socialdemokratisk politiker.
- 3 juni – Eugen Bracht, tysk konstnär.

### Tredje kvartalet

#### Juli
- 7 juli – Helge Palmcrantz, svensk uppfinnare.
- 14 juli – Christian Lundeberg, svensk politiker och industriledare, Sveriges statsminister från 2 augusti till 7 november 1905.
- 25 juli – Daniel Paul Schreber, tysk jurist.

#### Augusti
- 24 augusti – August Næsström, svensk sågverksägare och riksdagsman.

#### September
- 24 september – Emma Livry, fransk ballerina.
- 26 september – Richard Wellesley, 1:e markis Wellesley, brittisk politiker.

### Fjärde kvartalet

#### Oktober
- 10 oktober – Oyama Iwao, japansk furste och fältherre, samt en av den Kejserliga japanska arméns grundare.

#### November
- 4 november – Olof Arborelius, svensk genre- och landskapsmålare, professor vid Konstakademien 1902–1909.
- 11 november – William R. Webb, amerikansk demokratisk politiker och pedagog, senator 1913.
- 12 november – John William Strutt, brittisk fysiker.
- 26 november – Alfred James Caldicott, brittisk kompositör och musikpedagog.
- 29 november – William E. Cameron, amerikansk politiker, guvernör i Virginia 1882–1886.

#### December
- 9 december – Pjotr Kropotkin, rysk naturforskare, revolutionär och anarkist.
- 10 december – Jonas Nilsson, svensk lantbrukare och riksdagspolitiker.
- 17 december – Marius Sophus Lie, norsk matematiker.
- 18 december – Nathan B. Scott, amerikansk republikansk politiker och affärsman, senator 1899–1911.
- 31 december – Giovanni Boldini, italiensk konstnär.

## Avlidna

### Första kvartalet

#### Januari
- 9 januari
  - Maria Dalle Donne, 63, italiensk läkare och direktör vid universitetet i Bologna.
  - Alexandre Duval, 74, fransk dramatiker.
- 16 januari – Thomas Fearnley, 39, norsk målare.
- 23 januari – Pehr Aurén, 80, svensk lärare, matematiker och astronom.
- 29 januari
  - Pierre Cambronne, 71, fransk greve och militär.
  - Nathan F. Dixon, 67, amerikansk politiker, senator 1839–1842.

#### Februari
- 15 februari – Carlo Andrea Pozzo di Borgo, 77, korsikansk greve och rysk diplomat.

#### Mars
- 15 mars – Luigi Cherubini, 81, italiensk kompositör.
- 23 mars – Stendhal, eg. Marie-Henri Beyle, 59, fransk författare.
- 30 mars
  - Johan Fredrik Aminoff, 86, finländsk greve, militär och politiker.
  - Elisabeth Vigée-Lebrun, 86, fransk målare.

### Andra kvartalet

#### April
- 11 april – Sándor Kőrösi Csoma, 58, ungersk orientalist.
- 22 april – Friederike Fliedner, 42, tysk diakonissa.
- 23 april – William George Keith Elphinstone, 60, brittisk militär.

#### Maj
- 8 maj – Jules Dumont d’Urville, 51, fransk upptäcktsresande.
- 10 maj – Amos Eaton, 65, amerikansk botaniker och geolog.

#### Juni
- 7 juni – James Barbour, 66, amerikansk politiker och diplomat.
- 9 juni – Outerbridge Horsey, 65, amerikansk politiker, senator 1810–1821.
- 26 juni – Peter Oluf Brøndsted, 61, dansk arkeolog.

### Tredje kvartalet

#### Juli
- 1 juli – Thomas Veazey, 68, amerikansk politiker, guvernör i Maryland 1836–1839.
- 14 juli – Ole Holck, 68, norsk militär och politiker.
- 24 juli – John Sell Cotman, 60, brittisk konstnär.
- 28 juli – Clemens Brentano, 63, tysk författare.

#### Augusti
- 21 augusti – Leona Vicario, 53, mexikansk agent.

#### September
- 2 september – Carl Östberg, 78, svensk brukspatron och grosshandlare.
- 15 september – Pierre Baillot, 70, fransk violinist.
- 21 september – James Ivory, 77, brittisk matematiker.
- 24 september – Obadiah German, 76, amerikansk politiker, senator 1809–1815.

### Fjärde kvartalet

#### Oktober
- 2 oktober – William Ellery Channing, 62, amerikansk präst.

#### November
- 26 november – Robert Smith, 85, amerikansk politiker, USA:s utrikesminister 1809–1811.

#### December
- 18 december – Joseph Frank, 70, tysk läkare.

### Okänt datum
- Nodira, uzbekisk poet och regent.

### Fotnoter
1. ↑  ”Värmlands brandhistoriska klubb”. Arkiverad från originalet den 12 oktober 2011. https://www.webcitation.org/62NB7kO36?url=http://www.brandhistoriska.org/olyckor_se.html.
2. ↑  Long, Tony (30 mars 2007). ”30 mars 1842: It's Lights Out, Thanks to Ether”. Wired. Arkiverad från originalet den 24 maj 2012. https://archive.is/20120524200525/http://www.wired.com/science/discoveries/news/2007/03/dayintech_0330.
3. ↑  Hans Högman. ”Några årtal i skolans historia”. Göteborgs stadsmuseum. http://www.skolmuseet.se/skolans_historia.htm. Läst 2 juli 2016.
4. ↑  ”Nordisk familjebok 1912”. https://runeberg.org/nfbq/0163.html.
5. ↑  ”World Statesmen (läst 7 april 2011)”. http://www.worldstatesmen.org/Fr_Polynesia.html.
6. 1 2  ”USA:s militära insatser i utlandet 1798-2004”. Arkiverad från originalet den 9 december 2013. https://web.archive.org/web/20131209174005/http://www.history.navy.mil/library/online/forces.htm. Läst 30 januari 2011.
7. ↑  ”Haparanda Tornio – Historik”. haparanda.se. Arkiverad från originalet den 27 november 2020. https://web.archive.org/web/20201127092450/https://www.haparanda.se/kommun-och-politik/haparandas-historia.html. Läst 7 april 2011.